# The Paliser Case
 The Paliser Case és una pel·lícula muda en blanc i negre de la Goldwyn Pictures dirigida per William Parke i protagonitzada per Pauline Frederick, Albert Roscoe i James Neil. La pel·lícula, basada en la novela homònima d'Edgar Saltus (1919), es va estrenar el 15 de febrer de 1920. Es considera una pel·lícula perduda.

## Repartiment
- Pauline Frederick (Cassy Cara)
- Alan Roscoe (Lennox)
- James Neill (Cara)
- Hazel Brennon (Margaret Austen)
- Kate Lester (Mrs. Austen)
- Carrie Clark Ward (Tambourina)
- Warburton Gamble (Monty Paliser)
- Alec Francis (Paliser Sr.)
- A. Edward Sutherland (Jack Menzies)
- Tom Ricketts (Major Archie Phipps)
- Virginia Foltz (Mrs. Colquhuon)

## Argument
Cassy Cara, és una jove cantant filla d'un vell violinista portuguès paral·lític que s'enamora de Keith Lennox, un respectable jove que està compromès amb Margaret Austen. La mare de Margaret però, vol que ella es casi amb Monty Paliser jove ric i sense escrúpols i aconsegueix trencar el compromís de la seva filla quan explica que ha presenciat com Cassy sortia de l'apartament de Lennox.
No obstant això, Paliser va al darrere de Cassy, la qua, per tal d'alleujar els problemes financers del seu pare, es compromet a casar-s'hi. De fet, Cassy és víctima d'una cerimònia simulada. Ella descobreix l'engany de Paliser massa tard i fuig, per explicar la seva història a Lennox. Ella planeja matar Paliser aquella nit a l'òpera, mentre que, sense ella saber-ho, Lennox ha formulat un pla similar al qual al·ludeix en el seu club. Aquella nit, Paliser és apunyalat i mort, i Lennox és acusat del delicte. Per protegir-lo, Cassy es declara culpable del crim, però Lennox nega que la seva declaració sigui certa. Abans que ningú pugui ser declarat culpable, el pare de Cassy admet que ell va apunyalar Paliser i després mor d'un atac de cor, exonerant així els dos amants.